# Bactrocera retrorsa
Bactrocera retrorsa är en tvåvingeart som beskrevs av Drew 1989. Bactrocera retrorsa ingår i släktet Bactrocera och familjen borrflugor. Inga underarter finns listade.